# Petr Sýkora
Petr Sýkora, född 19 november 1976 i Plzen, Tjeckien, är en tjeckisk före detta professionell ishockeyspelare. Sýkora gjorde 323 mål och 721 poäng på 1017 NHL-matcher under sin karriär, vunnit två Stanley Cup och spelat i sex Stanley Cup-finaler. Han har dessutom representerat sitt Tjeckien i både VM, OS och World Cup.

## New Jersey Devils
Sýkora draftades av New Jersey Devils i förstarundan 1995 som 18:e spelare totalt och inledde sin NHL-karriär säsongen 1995–96. Sýkora gjorde en bra debutsäsong och blev uttagen i NHL All Rookie Team efter 18 mål och 42 poäng.
Efterföljande säsong blev tung för Sýkora, som delvis var skadad och under en period blev nedskickad till farmalaget Albany River Rats. 
Säsongen 1998–99 blev Sýkoras genombrottssäsong då han gjorde sin näst bästa poängnotering i karriären – 29 mål och 72 poäng.
Den efterföljande säsongen förde Sýkora, tillsammans med kedjekamraterna i den så kallade "A-Line", Jason Arnott och Patrik Elias, New Jersey till sin andra Stanley Cup. I den sjätte och avgörande finalmatchen knockades Sýkora medvetslös av Dallas Stars-backen Derian Hatcher och fick inte se när Jason Arnott gjorde det avgörande övertidsmålet. Som en hyllning till Sykora bar laget hans tröja, nr. 17, efter matchen.
Även säsongen 2000–01 nådde Sýkora och hans Devils Stanley Cup-final, men där blev Colorado Avalanche för svåra. Grundserien blev Sýkoras bästa i karriären, med 35 mål och 81 poäng på 73 matcher – enda gången han nådde en topp-20 placering i både skytte- och poängligan.

## Tiden efter New Jersey Devils
Säsongen 2001–02 blev tyngre för Sýkora som endast mäktade med 48 poäng under de 73 spelade matcherna. Dock var det en höjdpunkt när han fick representera sitt hemland Tjeckien i OS i Salt Lake City. Efter säsongen byttes Sýkora, Igor Pohanka, Mike Commodore och Jean-Francois Damphousse bort till Anaheim Mighty Ducks i utbyte mot Jeff Friesen, Oleg Tverdovsky och Maxim Balmochnykh.
Redan första säsongen i sin nya klubb fick han chans till revansch på sin gamla klubb, då de möttes i Stanley Cup-finalen 2003. Dock föll Anaheim i den sjunde och avgörande matchen. Efter två säsonger i Anaheim, med 57 mål och 111 poäng gjorda, blev det strejk i NHL och Sýkora tillbringade säsongen i Ryssland och Metallurg Magnitogorsk. Därefter hade Sýkora svårt att hitta tillbaka till den gamla fina formen och Mighty Ducks valde att skicka 29-åringen och ett fjärdeval i draften 2007 till New York Rangers i utbyte mot Maxim Kondratiev. Det blev dock en kort visit i Rangers för måltjuven, och under sommaren skrev han på ett kontrakt med Edmonton Oilers. 
Efter en lovande start i sin nya klubb slutade Sýkora på 22 mål 53 poäng på 82 matcher. Under sommaren valde Sýkora att lämna Oilers för Pittsburgh Penguins. På två år gjorde han 53 mål och 109 poäng och var med i Stanley Cup-finalen 2008, då det blev förlust, och i Penguins vinnande Stanley Cup-lag 2009. 
Sýkora hade då passerat zenit och var på nedgång, vilket gjorde att Penguins inte förlängde med honom. Istället skrev han på för Minnesota Wild, men spelade bara 14 matcher för klubben på grund av skador. 2009–10 blev också hans till synes sista NHL-säsong, eftersom han skrev på för det tjeckiska laget HC Plzen under säsongen 2010–11. Dock avslutades säsongen i KHL och Dinamo Minsk.

## Återkomsten
Men tjecken skulle göra comeback i NHL och i klubben som draftat honom 17 år tidigare. Sommaren 2011 skrev han nämligen kontrakt med New Jersey Devils efter att ha övertygat på träningslägret i oktober. Och Sýkora var ett bra tillskott för Devils. På 82 grundseriematcher gjorde han 21 mål och 44 poäng.
Devils gick hela vägen till final, men föll mot Los Angeles Kings efter sex matcher. Det blev Sýkoras sjätte och sista Stanley Cup-final i karriären. Ingen europé har spelat fler Stanley Cup-finaler.
Karriären rundades slutligen av i schweiziska Bern 2012-13, då tjecken gjorde fyra poäng på fem matcher.

## Spelartyp
Sykora gjorde sig känd som en duktig skridskoåkare och en erkänt duktig målskytt, mycket tack vare sitt giftiga skott. Han var mycket effektiv i numerärt överläge, där han gjorde en hel del mål. Han var en av få spelare som gjorde 20 NHL-mål eller fler under tio raka säsonger, 1998–2009. 

## Statistik

### Klubbkarriär
| 1991–92    | HC Lasselsberger Plzeň  | T-EL Jr.   | 30   | 50  | 50  | 100 | —   | —   | —  | —  | —  | —  |
| 1992–93    | HC Lasselsberger Plzeň  | T-EL       | 19   | 12  | 5   | 17  | —   | —   | —  | —  | —  | —  |
| 1993–94    | HC Lasselsberger Plzeň  | EL         | 37   | 10  | 16  | 26  | —   | 4   | 0  | 1  | 1  | —  |
| 1993–94    | Cleveland Lumberjacks   | IHL        | 13   | 4   | 5   | 9   | 8   | —   | —  | —  | —  | —  |
| 1994–95    | Detroit Vipers          | IHL        | 29   | 12  | 17  | 29  | 16  | —   | —  | —  | —  | —  |
| 1995–96    | Albany River Rats       | AHL        | 5    | 4   | 1   | 5   | 0   | —   | —  | —  | —  | —  |
| 1995–96    | New Jersey Devils       | NHL        | 63   | 18  | 24  | 42  | 32  | —   | —  | —  | —  | —  |
| 1996–97    | Albany River Rats       | AHL        | 43   | 20  | 25  | 45  | 48  | 4   | 1  | 4  | 5  | 2  |
| 1996–97    | New Jersey Devils       | NHL        | 19   | 1   | 2   | 3   | 4   | 2   | 0  | 0  | 0  | 2  |
| 1997–98    | Albany River Rats       | AHL        | 2    | 4   | 1   | 5   | 0   | —   | —  | —  | —  | —  |
| 1997–98    | New Jersey Devils       | NHL        | 58   | 16  | 20  | 36  | 22  | 2   | 0  | 0  | 0  | 0  |
| 1998–99    | New Jersey Devils       | NHL        | 80   | 29  | 43  | 72  | 22  | 7   | 3  | 3  | 6  | 4  |
| 1999–00    | New Jersey Devils       | NHL        | 79   | 25  | 43  | 68  | 26  | 23  | 9  | 8  | 17 | 10 |
| 2000–01    | New Jersey Devils       | NHL        | 73   | 35  | 46  | 81  | 32  | 25  | 10 | 12 | 22 | 12 |
| 2001–02    | New Jersey Devils       | NHL        | 73   | 21  | 27  | 48  | 44  | 4   | 0  | 1  | 1  | 0  |
| 2002–03    | Mighty Ducks of Anaheim | NHL        | 82   | 34  | 25  | 59  | 24  | 21  | 4  | 9  | 13 | 12 |
| 2003–04    | Mighty Ducks of Anaheim | NHL        | 81   | 23  | 29  | 52  | 34  | —   | —  | —  | —  | —  |
| 2004–05    | Metallurg Magnitogorsk  | RSL        | 45   | 18  | 13  | 31  | 44  | 5   | 2  | 3  | 5  | 8  |
| 2005–06    | Mighty Ducks of Anaheim | NHL        | 34   | 7   | 13  | 20  | 28  | —   | —  | —  | —  | —  |
| 2005–06    | New York Rangers        | NHL        | 40   | 16  | 15  | 31  | 22  | 4   | 0  | 0  | 0  | 0  |
| 2006–07    | Edmonton Oilers         | NHL        | 82   | 22  | 31  | 53  | 40  | —   | —  | —  | —  | —  |
| 2007–08    | Pittsburgh Penguins     | NHL        | 81   | 28  | 35  | 63  | 41  | 20  | 6  | 3  | 9  | 16 |
| 2008–09    | Pittsburgh Penguins     | NHL        | 76   | 25  | 21  | 46  | 36  | 7   | 0  | 1  | 1  | 0  |
| 2009–10    | Minnesota Wild          | NHL        | 14   | 2   | 1   | 3   | 8   | —   | —  | —  | —  | —  |
| 2010–11    | HC Plzen                | EL         | 13   | 5   | 8   | 13  | 14  | —   | —  | —  | —  | —  |
| 2010–11    | Dinamo Minsk            | KHL        | 28   | 8   | 7   | 15  | 58  | —   | —  | —  | —  | —  |
| 2011–12    | New Jersey Devils       | NHL        | 82   | 21  | 23  | 44  | 40  | —   | —  | —  | —  | —  |
| 2012–13    | SC Bern                 | NLA        | 5    | 2   | 2   | 4   | 0   | 4   | 1  | 2  | 3  | 2  |
| NHL totalt | NHL totalt              | NHL totalt | 1017 | 323 | 398 | 721 | 455 | 115 | 32 | 37 | 69 | 56 |

### Webbkällor
- ”Eliteprospects.com - Petr Sykora”. eliteprospects.com. http://eliteprospects.com/player.php?player=8692. Läst 26 juli 2011.
- ”NHL.com - Petr Sykora”. nhl.com. http://www.nhl.com/player/8460465. Läst 26 juli 2011.
- ”THN.com - Petr Sykora”. thn.com. Arkiverad från originalet den 12 oktober 2011. https://www.webcitation.org/62NEIDk86?url=http://forecaster.thehockeynews.com/hockeynews/hockey/player.cgi?238. Läst 26 juli 2011.